# Montserrat Abelló i Soler
Montserrat Abelló i Soler (Tarragona, 1 de febrer de 1918 - Barcelona, 9 de setembre de 2014) fou una poeta i traductora catalana. Va publicar els llibres de poesia Vida diària (1963), Foc a les mans (1990), Dins l'esfera del temps (1998) o Memòria de tu i de mi (2006) i va traduir poetes anglosaxones com Sylvia Plath. Va obtenir alguns guardons rellevants com ara el Premi d'Honor de les Lletres Catalanes i el Premi Nacional de Cultura. El 26 de gener de 2018 es va inaugurar la biblioteca de Les Corts que duu el seu nom escollit per la Taula de Dones de Les Corts per commemorar el centenari del seu naixement.

## Biografia
Tot i haver nascut a Tarragona, va passar la infantesa i la joventut en diversos indrets (Tarragona, Cadis, Londres i Cartagena), seguint la mobilitat laboral del seu pare Mateu Abelló i Roset natural de Montblanc (enginyer naval), la seva mare era Isabel Soler i Gonsé natural de Tarragona. Va estudiar a Barcelona, on, a la Facultat de Filosofia i Lletres, va conèixer Carles Riba. El 1936 va ser professora d'anglès a València i el moviment en la seva vida va augmentar després de 1939, quan va haver d'exiliar-se a França, al Regne Unit (on va dur tasques d'ajut als refugiats) i a Xile (on treballà a l'empresa del seu pare a Valparaíso i, posteriorment, com a professora d'anglès a l'escola suïssa de Santiago de Xile). En aquest país sud-americà va viure uns vint anys.
Tornà a Barcelona el 1960, on treballà com a ensenyant en la Institució Cultural del CIC de Barcelona fins a la jubilació. A part d'escriure, en aquests anys va traduir autors com Agatha Christie, Iris Murdoch, E. M. Forster, Adrienne Rich, Anne Sexton, Denise Levertov, Margaret Atwood, Anne Stevenson i, sobretot, Sylvia Plath, de qui va rebre una forta influència. En aquell temps, començà a publicar els seus poemaris. També va traduir a l'anglès les obres de clàssics catalans com Salvador Espriu, Mercè Rodoreda, Maria Àngels Anglada, Maria Mercè Marçal i Olga Xirinacs. La seva obra ha estat traduïda a l'anglès i a l'alemany. És coautora de l'antologia Paisatge emergent: trenta poetes catalanes del segle XX (1999). Ha participat en els llibres d'assaig Cartografies del desig (1998) i Memòria de l'aigua (1999).
Autora d'una llarga trajectòria de compromís amb el feminisme literari, va col·laborar a la IV Fira Internacional del llibre feminista de 1990, en el Congrés del PEN Club Internacional 1992 i va ser una de les fundadores del Comitè d'Escriptores del Centre Català del PEN el 1995.
El 1998 li van concedir la Creu de Sant Jordi i el 2008 va rebre el Premi d'Honor de les Lletres Catalanes en reconeixement de la seva llarga trajectòria. El juliol de 2008 també fou guardonada amb el Premi Nacional a la Trajectòria Professional i Artística concedit per la Generalitat de Catalunya en reconeixement del fet «que ha donat veu a la vida diària de les dones amb un llenguatge propi».
L'any 2009 Jordi Valls li va dedicar un estudi monogràfic. El 2012 es va publicar l'obra Màscares i reclams. Vint dones poetes interpreten Montserrat Abelló, amb pròleg de Carme Riera.

## Obra

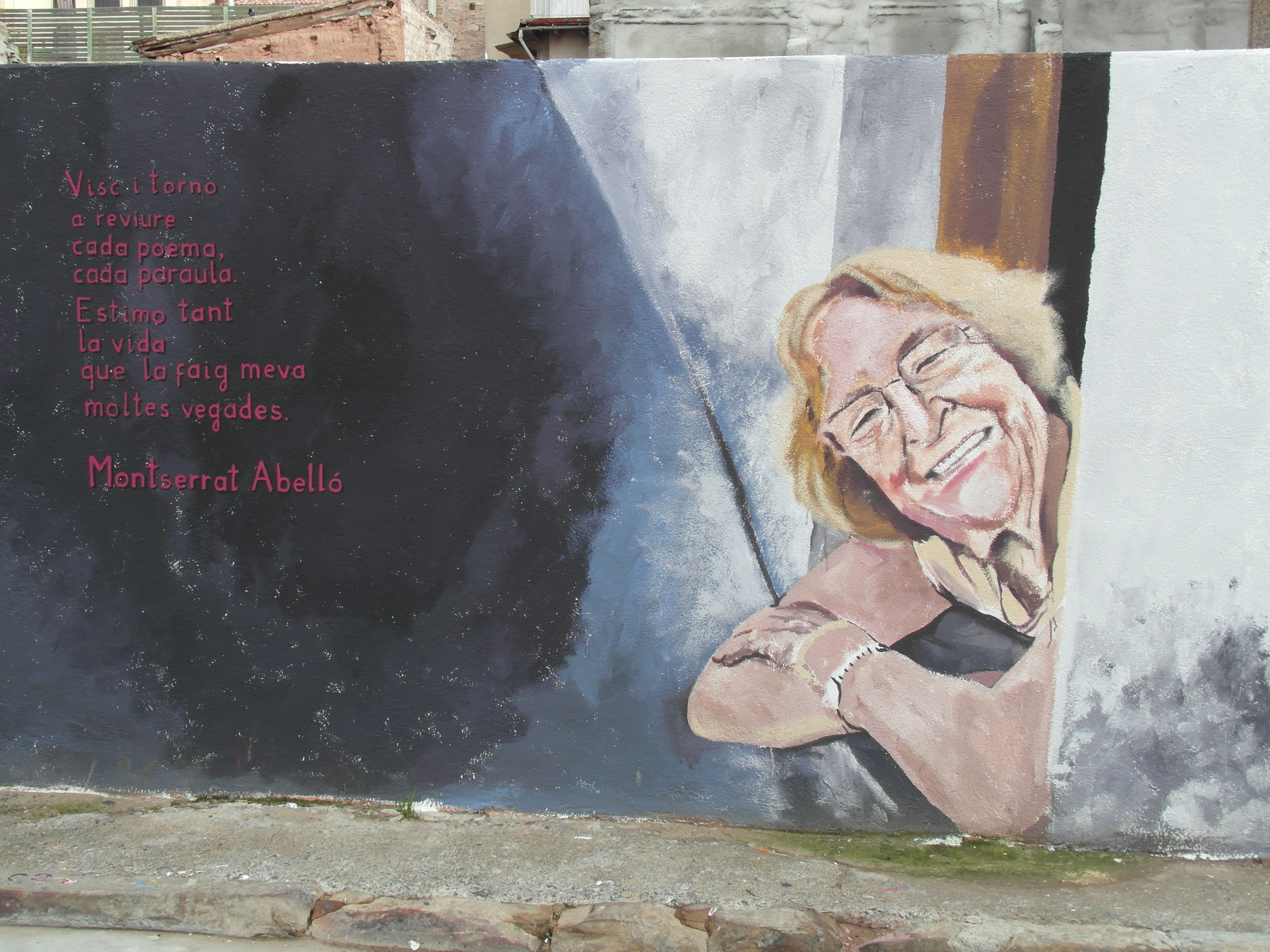
Mural, a Manresa, del pintor Benvi Parrilla

### Poesia
- 1963 Vida diària
- 1981 Vida diària. Paraules no dites
- 1986 El blat del temps
- 1990 Foc a les mans
- 1995 L'arrel de l'aigua
- 1995 Són màscares que m'emprovo...
- 1998 Dins l'esfera del temps
- 2002 Al cor de les paraules. Obra poètica 1963-2002
- 2004 Asseguda escrivint
- 2006 Memòria de tu i de mi
- 2009 El fred íntim del silenci
- 2010 Poemes d'amor. Antologia. Pròleg de Vinyet Panyella
- 2014 Enllà del parlar concís

### Estudis literaris
- 1993 Cares a la finestra: 20 dones poetes de parla anglesa del segle XX
- 1999 Paisatge emergent: trenta poetes catalanes del segle XX

## Premis artístics i honors
- 1998: Premi Creu de Sant Jordi
- 1999: Premi Crítica Serra d'Or de poesia per Dins l'esfera del temps
- 2003: Premi Cavall Verd-Josep M. Llompart de poesia per Al cor de les paraules. Obra poètica 1963-2002
- 2003: Lletra d'Or per Al cor de les paraules. Obra poètica 1963-2002
- 2005: Premi Memorial Lluís Companys[13]
- 2007: Premi Cavall Verd-Rafael Jaume de traducció poètica per Soc vertical, Obra poètica 1960-1963, de Sylvia Plath
- 2008: Premi Jaume Fuster dels escriptors en llengua catalana AELC[14]
- 2008: Premi d'Honor de les Lletres Catalanes
- 2008: Premi Nacional a la Trajectòria Professional i Artística

## Fons personal
El seu fons personal es conserva a la Biblioteca de Catalunya des del juliol de 2015. Va ingressar-hi per voluntat expressa de l'autora, que durant la primavera de l'any 2014 va interessar-se a preservar el seu arxiu literari a la Biblioteca. Els fills de la poeta i traductora van fer efectiva la seva voluntat donant el seu fons a la Biblioteca, així com la documentació, constituïda per l'arxiu literari i la biblioteca personal d'Abelló, que serà conservada i posada a l'abast dels investigadors.